# وايز يوس
حركة وايز يوس (wise use) ومقرها الولايات المتحدة، هي ائتلاف فضفاض متماسك من الجماعات التي تدعم توسيع حقوق الملكيات الخاصة وتقليص التنظيم الحكومي للممتلكات العامة. وهو ما يتضمن الدعوة إلى الاستخدام الواسع لها بواسطة المصالح التجارية والعامة، والسعي إلى إمكانية الوصول إلى الأراضي العامة، والمعارضة لتدخل الحكومة. ويصف أنصار وايز يوس الاستخدام البشري للبيئة بوصفه «تخطيطًا للأرض، والماء، والهواء» فيما يصب في صالح البشر. نشأت حركة وايز يوس من المعارضة للحركات البيئية، ويراها النقاد بوصفها حركة مناهضة لحماية البيئة.
وشملت بعض جهود المعارضة المنظمة التشريعات البيئية مثل حماية الأراضي الرطبة، وقانون الأنواع المهددة بالانقراض. تنتقد الحركة معظم أيدولوجية حماية البيئة بوصفها راديكالية، وتقول أن معظم هذه الأيدولوجية تهدف إلى إجراء تغييرات أساسية في النظام السياسي السائد.

## تاريخ الحركة
تنتمى طائفة واسعة من المجموعات إلى حركة وايز يوس، بما في ذلك المؤسسات الصناعية، والمنظمات الشعبية من الحطابين وعمال المطاحن، ومربي الماشية والمزارعين، وعمال المناجم، ومستخدمي السيارات على الطرق الوعرة، وأصحاب الأملاك. كما تتضمن أيضًا الجماعات التحررية، والشعبوية، وسياسات المحافظة الدينية والسياسية. وأصبحت الحركة تعرف باسم «وايز يوس» (الاستخدام الحكيم) بعد مؤتمر إستراتيجية الاستخدام المتعدد في رينو، نيفادا. تضم الحركة أو تدعمها المجموعات المناهضة لحماية البيئة، والشركات العاملة في الصناعات الاستخراجية للموارد الطبيعية، وشركات تطوير الأراضي، والمنظمات التحررية والداعية لمذهب الدولة الحارسة. وقد بلغت الحركة أوج نشاطها في الغرب الأمريكي في أواخر ثمانينيات أو تسعينيات القرن العشرين.

### المنظمات الكبرى
وفقًا لماكرثي (2002)، فإن مجموعات وايز يوس البارزة قد تلقت معظم دعمها من صناعات استخراج الموارد الطبيعية (أموكو، وبريتش بتروليوم، وشيفرون، وإكسون/موبايل، وماراثون أويل) بالإضافة إلى
أمريكان فارم بيرو، ودوبونت، وياماها، وجنرال إلكتريك، وجنرال موتورز، والجمعية الوطنية لمربي الماشية، والرابطة الوطنية للبنادق). وتتراوح السياسات والتوجهات السياسية في حركة وايز يوس من البعض الذين يعرفون أنفسهم على أنهم دعاة حماية البيئة في السوق الحرة، ومجموعات العلاقات العامة المدعومة بالصناعة وخلايا تفكير الاتجاه السائد، وحتى بعض مجموعات الميليشيا والمجموعات الدينية الأصولية. وتتضمن المنظمات الكبرى التي تدعم أفكار وايز يوس التحالف من أجل أمريكا، والرابطة الأمريكية لحقوق الأرض، ومعهد كاتو، ومركز الدفاع عن العمل الحر، وبيبول فور ويست، وبلو ريبون كواليشين، ومعهد هارتلاند.
ويشترك معظم أعضاء حركة وايز يوس، بما في ذلك حركة كاونتي،  في الإيمان بحقوق الفرد، بما يتعارض مع سلطة الحكومة الفيدرالية، وخاصة فيما يتعلق بحقوق استخدام الأراضي. حيث يقولون أن الحركة البيئية مناهضة لكل من الملكية الخاصة ومناهضة للناس. وفي حين أن بعض الأعضاء في حركة وايز يوس لديهم وجهات نظر قوية مناهضة للبيئة، يؤكد آخرون أن السوق الحرة وليس التشريعات الحكومية هي التي ستوفر حماية أفضل للبيئة.

#### جدول أعمال وايز يوس
تقول العديد من مجموعات وايز يوس أن سكان الريف يعانون من التأثير غير المتناسب للتشريعات البيئية وأن الحركة البيئية منحازة تجاه مواقف النخب الحضرية، متجاهلة وجهات النظر الريفية. يلاحظ المعارضون أن القوى الاستخراجية خلف حركة وايز يوس تضر سكان الريف أكثر وتضحي باستقلالهم- فهم يدافعون عن "حق ركوب الخيل" في حين أن الرغبة الكامنة وراءه هي التعدين السطحي وإزالة الأشجار باستخدام الطرق غير المستدامة. يختلف بعض حماة البيئة مع سياسة سييرا كلاب "بعدم قطع الغابات". كتب ستيف طومسون أن الهدف من هذه السياسة ينبغي أن يكون "توفير قدر أكبر من المرونة لإصلاح الغابات. وتحد سياسسة "منع قطع الغابات" التعميمية من قدرة سييرا كلاب على تقديم حلول لمشكلات سوء إدارة الغابات المعقدة.”.

#### إستراتيجيات وايز يوس
تصور مجموعات وايز يوس نفسها (وتسعى لتعزيز نفسها) بوصفها مناصرة لحماية البيئة تربطها علاقات قوية بالأرض، بينما ترى أن الجماعات البيئية تدافع عن حماية البيئة الراديكالية. كما تقلل مجموعات وايز يوس أيضًا من شأن الأخطار التي تهدد البيئة، وتسلط الضوء على الشكوك في العلوم البيئية التي يقولون أن الجماعات البيئية تتجاهلها أو تخفيها. كما تصور مجموعات وايز يوز أيضًا الحركة البيئية على أنها تمتلك أجندة خفية للسيطرة على الأرض.

## رون أرنولد ووايز يوس
اكتسبت حركة وايز يوس شهرة عندما ساعد رون أرنولد في تنظيم مؤتمر إستراتيجية الاستخدام المتعدد في رينو، نيفادا، عام 1988. كما ساعد أرنولد، وهو نائب رئيس مركز الدفاع عن العمل الحر ومدافعا عن «الحق في التملك واستخدام موارد الطبيعة لصالح البشرية» في صياغة جدول عمل من 25 نقطة لوايز يوس.
وتضمن جدول الأعمال الذي يتكون من 25 نقطة المبادرات التي تسعى إلى حظر الاستخدام التجاري للأراضي العامة للحصول على الأخشاب والتعدين، والنفط، وفتح المناطق البرية الترفيهية وتسهيل وصول الجمهور لها. وأشار النقاد إلى أن رون أرنولد قد قال أن هدفه «تدمير الحركة البيئية».
ووفقًا لأرنولد، فإن العديد من أعضاء حركة وايز يوس يؤمنون بإمكانية النمو الاقتصادي غير المحدود، والذي يمكن عن طريقه التخفيف من المشكلات البيئية والاجتماعية من قبل اقتصاد السوق واستخدام التكنولوجيا. وفي كتاب حروب البيئة، والذي أُطلق عليه «الكتاب المقدس» لحركة وايز يوس، كتب أرنولد: «حماية البيئة هي حركة مؤسسية لبعض الناس الذين يؤمنون بأيديولوجية معينة حول الإنسان والطبيعة» وأن «هدف حروب البيئة ينبغي أن يكون هزيمة حركات حماية البيئة.»; يدعي أرنولد أن حماية البيئة «حمل زائد من المناهضة للتكنولوجيا، والمناهضة للحضارة، والمناهضة للإنسانية، والشهوة المؤسسية للقوة السياسية.»

## وايز يوس وعلم البيئة السياسي
عقد جيمس مكارثي مقارنة بين معالجة الحركة البيئية للادعاءات التي تطرحها حركة وايز يوس المنظمة والنهج المتبع عندما يحدث نزاع بين مستخدمي الموارد المحلية والمحافظين في الدول النامية. ووفقًا لمكارثي «فإن الأكاديميين، واليساريين، ودعاة حماية البيئة الذين كانوا متعاطفين بشكل كبير مع الحركات في الأماكن الأخرى» قد رفضوا ادعاءات مجموعات الجبهة المماثلة عندما صدرت عن مجموعات في الولايات المتحدة. وذكر مكارثي أن حركة وايز يوس قد يتم دراستها بوصفها الإيكولوجيا السياسية.

### الوصول إلى الأراضي العامة
في الثمانينيات والتسعينيات من القرن العشرين، ركزت الإدارة على الأراضي العامة المتحولة من حصاد الأخشاب المنشورة إلى الأهداف البيئية مثل تحسين الموائل، والتي تعد إلى حد كبير استجابة للحركة البيئية. ساهم التخفيض الناتج في قطع الأخشاب إلى إغلاق المناشر وسرحت الحطابين وغيرهم من العاملين. اعترض بعض أعضاء حركة وايز يوس على ما اعتبروه تحولاً في السيطرة على موارد الأراضي الاتحادية من المستوى المحلي إلى المصالح الخارجية الحضرية. فقالوا أن الغابات الوطنية قد أنشئت لصالح المجتمع المحلي. كما قالوا نقلاً عن جيفورد بينشوت، الذي كتب «إن من واجب دائرة الغابات التأكد من استخدام الأخشاب، والقدرات المائية، والألغام، وجميع موارد الغابات الأخرى فيما يصب في مصلحة الناس الذين يعيشون في حي أو الذين يشتركون في رفاه مجتمع.» وأضاف أعضاء وايز يوس أن الوصول المستمر للأراضي العامة ضروري للحفاظ على الصحة، وثقافة المجتمعات المحلية، وتقاليدها.
وبالمثل، كتب جيل بيلسكي:
«هناك توجه لرؤية سكان ومجتمعات الريف بوصفهم مدمرين للطبيعة في الولايات المتحدة، نظرًا لاعتمادهم على الصناعات الاستخراجية مثل التعدين، والتحطيب، والرعي، والزراعة التجارية والقائمة على صناعة البتروكيميائيات، فقدموا العمل السياسي دعمًا لهذه الصناعات. وبالنظر إلى هذا التاريخ، فمن غير المستغرب وجود مقاومة من جانب حماة البيئة لتصور كيف يمكن أن يلعب سكان الريف وسبل المعيشة فيه دورًا كبيرًا في تشكيل البراري أو أي دور محتمل يمكن لهم أن يقوموا به في إصلاح وحماية البراري الضخمة في المستقبل. تؤكد سياسة الولايات المتحدة على الأنظمة البيئية وإدارة الأنظمة البيئية. ومع أنني أفهم هذا المنطق، فأعتقد أنه يقلل من أهمية الريف وسكانه وسبل العيش في إدارة مساحات البراري الكبيرة».”

## النقد
كتب الأكاديميان رالف موغان ودوجلاس نيلسونا أن وايز يوس ليست «سوى محاولة يائسة للدفاع عن هيمنة القيم الثقافية والاقتصادية للصناعات الزراعية والاستخراجية في الريف الغربي»، و«قالا أن جدول أعمال وايز يوس ينبع من الأيديولوجيا التي تجمع بين سياسة رأس مالية عدم التدخل مع الخصائص الثقافية للغرب القديم المتخيل»
ويقول بعض نقاد الحركة أن الخطاب القوي الذي استخدم قد عمق الانقسامات بين جماعات المصالح المعارضة، وزاد بشكل غير مباشر من العنف والتهديدات بالعنف ضد جماعات حماية البيئة وموظفي القطاع العام. «لاحظ العديد من المراقبين أن نشاط وايز يوس في بعض المناطق قد تداخل بشكل كبير مع تكون ونمو الميليشيات والمنظمات شبه العسكرية التطوعية الملتزمة بفكرتها الخاصة بالأمن الداخلي في تسعينيات القرن العشرين.» 
وانتقد المؤرخ البيئي ريتشارد وايت وايز يوس لدعمها حقوق ملاك الأراضي الكبار على حساب العاملين في الريف في مقالته 'هل أنت مدافع عن البيئة أو تعمل للقمة العيش؟': العمل والطبيعة.
ادعت الصحفية الإذاعية ستيفني هندريكس في كتابها التدمير الإلهي أن حركة وايز يوس تدعمها في جزء منها الأصوليون الإنجيليون الذين يعتقدون أن استنفاد الموارد الطبيعية يسرع من الظهور الثاني ليسوع المسيح."

### المجموعات على المستوى الشعبي أو مستوى الواجهة
ذكر ناشطون في مجال حماية البيئة أن حركة وايز يوس تديرها إلى حد كبير أو كليًا الصناعة. حيث أكد ديفيد هيلفارج في كتابه وور أجنست جرينز أن حركة وايز يوس ليست مجموعة من الانتفاضات على مستوى القاعدة، ولكنها مجموعة من الحركات المتنكرة أنشأها أصحاب الأعمال التجارية الكبرى. كما طرح كارل ديل، مؤلف منظمة السلام الأخضر دليل المنظمات المناهضة للبيئة نفس الادعاء أيضًا: أن جماعات وايز يوس تعطي الانطباع بأنها حركات شعبية رائجة، ولكنها في الحقيقة منظمات واجهة للمجموعات الصناعية ذات المصالح المالية في جدول أعمال الحركة. وصف روبرت كينيدي، الابن هذه المؤامرة ضد البيئة التي تضطلع بها منظمات وايز يوس في الكتاب الذي نشر عام 2004 بعنوان جرائم ضد البيئة.
صور هؤلاء النقاد هذه المجموعات المعروفة «بالشعبية» على أنها مجموعات واجهة وصورت الغربيين في المناطق الريفية بوصفهم يتعرضون للخداع من أجل الصناعات الاستخراجية، والمصالح الخاصة. ومع ذلك، في حين لعبت سلطة الشركات دورًا مهمًا في حركة وايز يوس، لم تكن العلاقة بين سكان الريف الغربي والصناعات الاستخراجية نتيجة للقبول الأعمى من الأفراد لروايات الشركات، ولكن وايز يوس كانت تحالف بين جماعات تتبنى أهدافًا مماثلة بشأن حقوق الملكية الخاصة والوصول إلى الأراضي العامة. كما كانت الشركات أكثر قدرة على التواصل مع سكان الريف لأنها، وفقًا لجيمس مكارثي «كانت في الواقع وفي كثير من الأحيان أكثر حساسية للسياسة الثقافية في المنطقة مقارنة بالعديد من دعاة حماية البيئة وكذلك كانت أكثر قدرة على دمج هذه الثقافة لأغراض مفيدة.»

## الخلفية التاريخية
تمت صياغة التعبير «وايز يوس» (الاستخدام الحكيم) عام 1910 على يد قائد إدارة الغابات الأمريكية والسياسي التقدمي جيفورد بينشوت لوصف مفهوم الحصاد المستدام للموارد الطبيعية.
حيث استخدم تحالف وايز يوس اليوم تعبيرًا يعود إلى القرن التاسع عشر. ووفقًا للمؤرخ دوجلاس ماكليري، فإن فكرة «الحفاظ بالاستخدام الحكيم» للموارد الطبيعية بدأ مع زعيم المحافظة جيفورد بينشوت في نهاية القرن التاسع عشر. وقد كانت حركة «وايز يوس» الأصلية نتاج الحقبة التقدمية، وشملت مفهوم الاستخدام المتعدد، فمن الممكن استخدام الأراضي العامة للاستجمام، والحصول على الأخشاب، والتعدين، وموئل للحياة البرية في وقت واحد. عكست مفاهيم الاستخدام المتعدد والاستخدام الحكيم التي ينادي بها بينشوت رأيًا مفاده أن الموارد الطبيعة ينبغي إدارتها علميًا وذلك «لحماية الإنتاجية الأساسية من الأرض وقدرتها على خدمة أجيال المستقبل».
أما الاستخدام الحديث لمصطلح «وايز يوس» للإشارة إلى المعارضة لحركات حماية البيئة فيعود إلى عام 1989 عندما نشر رون أرنولد كتابه جدول أعمال وايز يوس. وتمتد جذور حركة وايز يوس إلى ثورة سيجبراش" في غرب الولايات المتحدة خلال أواخر سبعينيات القرن العشرين وتعود إلى المعارضة المبكرة لتشكيل الغابات الوطنية.
ومع ذلك، فخلافًا لثورة سيجبراش التي تتألف في معظمها من تشكيل مجموعات العلاقات العامة بالصناعة بواسطة صناعات استخراج الموارد الطبيعية وشركات مثل كورز أند كو، تضمنت وايز يوس مجموعات شعبية. قال رون أرنولد أن انخراط مجموعات المواطنين من شأنه أن يجعل الحركة أكثر فعالية، وفي عام 1979، كتب أرنولد في مجلة لوجنج مانيجمنت : «تؤدي مجموعات المواطنين النشطة، حليف صناعة الغابات، دورًا حيويًا في بقائنا على قيد الحياة في المستقبل. فيمكنهم الحديث نيابة عنا في أمور الصالح العام حيث لا يمكننا ذلك. فلا يحد منها المسؤولية، أو قانون العقود أو القوانين الأخلاقية ... فيجب أن تدعم الصناعة مجموعات المواطنين النشطة، وتوفر الأموال والمواد والنقل، والأهم من ذلك كله، الحقائق الثابتة.»
كتب مكارثي:
تعد حركة وايز يوس ائتلافًا واسعًا يضم أكثر من ألف مجموعة من المجموعات الوطنية، والحكومية، والمحلية. يعود وجودها بهذا الاسم إلى 'مؤتمر إستراتيجية الاستخدام المتعدد' لعام 1988 والذي حضره ما يقرب من 200 منظمة مقرها الغرب أساسًا، بما في ذلك شركات صناعة الموارد الطبيعية والاتحادات التجارية، وشركات القانون المتخصصة في مكافحة التشريعات البيئية، والجماعات الترفيهية. أصدر المؤتمر جدول أعمال تشريعيًا يهدف إلى 'تدمير حركة حماية البيئة' وتعزيز 'الاستخدام الحكيم' للموارد الطبيعية - وهي عبارة صيغت بغموض مقصود خصصت إستراتيجيًا من حركة الحفاظ على البيئة في وقت مبكر.

## كتابات أخرى
- Ron Arnold, Ecology Wars: Environmentalism as if People Mattered (Bellevue, WA: The Free Enterprise Press, 1987). ISBN 0-939571-00-5
- Alan M. Gottlieb, The Wise Use Agenda (Bellevue, WA: The Free Enterprise Press, 1989). ISBN 0-939571-05-4
- Ron Arnold and Alan Gottlieb, Trashing the Economy: How Runaway Environmentalism is Wrecking America (Bellevue, WA: Free Enterprise Press, 1993). ISBN 0-939571-13-7
- David Helvarg, The War Against the Greens (San Francisco: Sierra Club Books, 1994). ISBN 0-87156-459-9
- Carl Deal, The Greenpeace Guide to Anti-Environmental Organizations (Berkeley, CA: Odonian Press, 1993). ISBN 1-878825-05-4
- Daniel Kemmis, This Sovereign Land: A New Vision for Governing the West (Washington: Island Press, 2001). ISBN 1-55963-842-7

Robert F. Kennedy, Jr., Crimes Against Nature (2004).
- Pat Robertson, The New World Order (Dallas: Word Publishing, 1991). ISBN 0-8499-3394-3
- William Cronon (ed.), Uncommon Ground: Rethinking Human Place in Nature (W. W. Norton & Company, 1996).
- Jacqueline Vaughn Switzer, Green Backlash (Boulder, CO: Lynne Rienner Publishers, 1997). ISBN 1-55587-635-8